# Плаво око
Плаво око (алб. Syri i kaltër) извор је воде и природни феномен који се налази у близини Музине у Валонском округу у Албанији.
Извор је популарана туристичка атракција, бистра плава вода са мехурићима која извире је запањујућа. Корито извора дубоко је преко 50 м. Рониоци су се спустили на педесет метара, али још увек није позната права дубина.
Извор је део природног резервата чија је површина 180 хектара, а карактерише га храстова шума и дивље смокве. Статус споменика природе добио је 1996. У лето 2004. године извор је привремено пресушио.
Ово је почетни извор реке Бистрице, која је дуга 25 км и улива се у Јонско море, јужно од Саранде. Извор се налази на 152 м надморске висине и има просечну брзину излива од 18.400 литара у секунди.